# Mastixia kaniensis
Mastixia kaniensis là một loài thực vật có hoa trong họ Cornaceae. Loài này được Melch. miêu tả khoa học đầu tiên năm 1925.